# Эберкромби, Джеймс, 1-й барон Донфермлин
Джеймс Эберкромби, лорд Донфермлин (англ. James Abercromby, 1st Baron Dunfermline; 7 июля 1776 — 17 апреля 1858) — британский политик, сын Ральфа Эберкромби.

## Биография
В 1807 году вступил в парламент, где примкнул к партии вигов.
В 1827 году получил при лорде Каннинге звание генерал-аудитора, но сложил его с себя в 1828 году по вступлении в правительство партии тори. Вскоре за тем назначен первым бароном шотландского казначейства. Занимал эту должность до 1832 года, когда по его же предложению она была упразднена.
В 1832 году выбран в парламент от города Эдинбург, в 1834 году сделан членом образованного лордом Мельбурном кабинета, а в 1835 году, равно как и в 1837 году, после вступления на престол королевы Виктории, был избран в спикеры нижнего парламента.
В 1839 году оставил должность спикера и возведён в звание пэра с титулом барона Донфермлина.
В 1858 году умер в своём поместье близ Эдинбурга.
Имел сына, Ральфа Эберкромби, второго лорда Донфермлина, со смертью которого в 1868 году прекратилось звание пэров Донфермлин.